# Акмолинский областной казахский музыкально-драматический театр имени Ш. Кусаинова
Акмолинский областной казахский музыкально-драматический театр им. Шахмета Кусаинова (каз. Шахмет Құсайынов атындағы Ақмола облыстық қазақ музыкалық-драма театры) — крупнейший театр в городе Кокшетау Акмолинской области, один из ведущих развивающихся театров Казахстана. Открылся в 1996 году.

## История

### Здание театра
Здание театра расположено на пересечении улиц Ауэзова и Биржан-сала, с отступом от красной линии застройки. Ранее в здании размещался Дом политпросвещения, затем — Казахский лицей. В 2002—2003 гг. здание полностью реконструировано, значительно изменён его внешний и внутренний облик.
Г-образное в плане двухэтажное кирпичное сооружение протяженным фасадом обращено к ул. Ауэзова. В композиции доминирует полукруглая пристройка с главным входом, устроенным со стороны ул. Биржан-сала. Фасад пристройки расчленен простыми плоскими колоннами и оформлен зеркальным остеклением. Наружные стены обшиты алюкобондом белого и красно-вишневого цвета. В оформлении интерьера полуовального зрительного зала на 250 мест использованы элементы национального казахского орнамента, пол в фойе выложен гранитной и мраморной плиткой.

### Открытие театра
Акмолинский областной казахский музыкально-драматический театр имени Шахмета Кусаинова открылся 6 марта 1996 года постановкой Габита Мусрепова «Акан Сери — Актокты». Режиссёр Заслуженный деятель Казахстана Жакып Омаров.
Первым руководителем театра был заслуженный деятель Республики Казахстан Муратбек Укубаевич Оспанов, который привёз молодых выпускников алматинской КАЗНАИ им. Т.Жургенова.
В 2004 году театр переехал в новое здание.
На сегодняшний день репертуар театра насчитывает свыше 106 спектаклей. Среди которых трагедии «Король Лир» У. Шекспира, «И дольше века длится день» Ч. Айтматова, «Абылай» С. Жунусова, «Калигула» А. Камю, драмы «Одинокая яблоня» А. Оразбекова, «Атау кере» О. Бокеева, комедии «Не хочу женится» О. Бодыкова, «Восстание невест» С. Ахмада, «Сватовство» Б. Алимжанова и т. д.

## Труппа
1. Багысова Жибек Есекеевна — Народная артистка Республики Казахстан
2. Кусаинова Жанар Сатыбаевна — обладатель знака «Мәдениет қайраткері»
3. Конбай Толеубек — обладатель знака «Мәдениет қайраткері»
4. Бокешова Маржан Арыстанбекова — Мәдениет саласының үздігі
5. Корабаева Галия Канатовна
6. Галимова Рашида Темиржановна
7. Аубакиров Ержан Галимович
8. Мурзабулатов Кайрат Мамытович
9. Калкатаев Кумарбек Окенулы — Заслуженный деятель Казахстана
10. Хамзин Медет Кайратбекович
11. Шаймерденов Самат Каирбекович
12. Касенов Дархан Дулатович
13. Жайлауова Акмарал Мырзабаевна
14. Сулейменова Макпал Айтпаевна
15. Тулеуов Еркебулан Маралбекович
16. Шайсултанов Асланбек Амангельдиевич

### Скандал с Театральной группой в Акмолинской области
29 августа 2015 года, акимы Акмолинской области Сергей Кулагин, Костанайской области Нуралы Садуакасов и Северо-Казахстанской области Ерик Султанов устроили для себя театральное представление с приглашением труппы артистов Акмолинского Казахского музыкально-драматического театра им. Ш.Хусаинова. Действие происходило в сауне в поселке Зеренда Акмолинской области. Акимы наслаждались «высоким искусством» завернувшись в махровые халаты. Представление было костюмированным. Театральной труппе, состоящей из 15-ти человек, за работу никто не заплатил.
8 сентября 2015 года брат одной из артисток, узнав о произошедшем, возмутившись, сообщил о настоящем факте информационным агентствам Казахстана.

## Награды и премии
- В сентябре 2001 года театр участвовал на международном театральном фестивале в Каире (Египет) со спектаклем «Конвейер» (режиссёр Г. Мергалиева), где занял 5-е место.
- 14-18 мая 2007 года театр провёл Региональный театральный фестиваль, посвящённый 100-летию Шахмета Кусайынова, на котором приняли участие восемь театров северного и центрального регионов Казахстана. В этом же году прошли гастроли театра в Китайской Народной Республике. Своё искусство театр представил зрителям четырёх районов и города Кульджа Илийской казахской автономии.
- В мае 2011 года Союз театральных деятелей Казахстана представил две лучшие театральные работы Казахстана на суд экспертной комиссии из Москвы на «Конкурсе молодых деятелей стран СНГ и Балтии» Международной Конфедерации Театральных Союзов. Одним из спектаклей была постановкарежиссёра Фархадбека Канафина «О, девушки!» по пьесе С. Раева
- В 2011 году впервые в истории Казахстана театр принял участие на ХІІІ Международном театральном фестивале «Боспорские агоны» (Крым, Украина), где был представлен спектакль «Калигула» А. Камю в постановке режиссёра Куандыка Касымова. Театр стал обладателем приза в номинации «Лучшее воплощение классики».
- В октябре 2012 года театр принял участие на Республиканском театральном фестивале, посвящённом 100-летию И. Омарова, проходившем в г. Костанай. Гран-При фестиваля был приссужден спектаклю «Калигула» по пьесе А. Камю.
- В ноябре 2012 года актёр театра Елтай Мұстанов стал обладателем 1-го места на І Международном конкурсе исполнителей оперетты «Досstar» (г. Караганада, Казахстан)
- В сентябре 2013 года театр получил приз в номинации «Лучшее воплощение исторической темы» за спектакль «Хан Абылай» на Республиканском театральном фествиале в г. Актобе.
- В 2013 году на фестивале актёрского искусства «Аль-Тарази приглашает в Тараз» спектакль «Офис» получил приз в номинации «лучший актёрский ансамбль» (г. Тараз).
- В 2013 году коллектив театра принял участие в Международном театральном фестивале молодых режиссёров «Ремесло+» (Россия, Татарстан) с постановкой И. Лаузунд «Офис» (режиссёр Ф. Канафин), который был удостоен звания дипломанта.
- С 19 по 24 ноября 2015 г. театр принял участие в II Международном театральном форуме молодых театральных деятелей стран СНГ, Балтии и Грузии, в г. Минске (Республика Беларусь) со спектаклем режиссёра Б.Абдрахманова «Құштарлық» трамвайы Т. Уильямса.
- В мае 2016 года коллектив театра принял участие в VII Республиканском юмористическом фестивале «Айтқыш Ақтөбе», посвященном 25-летию Независимости Республики Казахстан, где актёры Толеубек Конбай и Баглан Имангазинов заняли 2-е призовое место, а также Толеубек Конбай стал обладателем номинации «Лучший актёр».

## Текущий репертуар
1. «Мәссаған! Сенсация!!!» авт. З.Хаким
2. «Бір түп алма ағашы» авт. А.Оразбеков
3. «Семейная тайна» авт.
4. «Алдаспан» авт. Е.Толеубай
5. «Люстра» авт. И.Зайниев
6. «Офис» авт. И. Лаузунд
7. «Поздняя любовь» авт. Б.Узаков
8. «Атау кере» авт. О.Бокей
9. «Ғасырдан да ұзақ күн. Мәңгүрт» авт. Ч.Айтматов
10. «Қадыр таңы»
11. «Өтірік айтпайтын адам» авт. С.Балгабаев
12. «Қозы Көрпеш — Баян сұлу» авт. Г.Мусирепов
13. «Макбет» авт. У.Шекспир
14. «P.S. Я скучаю по тебе…» авт. А.Володин
15. «Қып-қызыл ақша» авт. Р.Куни
16. «Ромео и Джульетта» авт. У.Шекспир
17. «Турандот ханшайым» авт. К.Гоцци
18. «Чей ребёнок?!»
19. «Исполнитель желаний» авт. А.Курейчик
20. «Клетка» авт. В.Коняев
21. «Алдамшы үміт»
22. «Шакарим» авт. Т.Ахметов
23. «Қилы жол» авт. Ж.Ергалиев
24. «Ричард ІІІ» авт. У.Шекспир
25. «Батырлық жолы» авт. К.Мырзабек
26. «Апалы-сіңілі үшеуі» авт. А.Чехов
27. «Жұбай саудасы» авт. Т.Жандаулет
28. «Бес бойдаққа бір той» авт. Т.Нурмагамбетов
29. «Біржан салдың шідері» авт. Б. Алимжанов
30. «Құштарлық» трамвайы" авт. Т.Уильямс
31. «Жетім тағдыр» авт. Ж.Ергалиев
32. «1 000 000, немесе Zero» авт. Эрик Элис, Роджер Риис
33. «Әпендінің бес қатыны» авт. И. Содико
34. «Әншінің пірі — Әміре» авт. К.Жунисов
35. «Хан — Абылай» авт. Иран-Гайып
36. «Ох уж, эти молодожёны!»
37. «Ұмытпа мені, Гәккуім»
38. «Кенесары-Күнімжан» авт. Д.Рамазан
39. «Империядағы кеш» авт. С.Асылбекулы
40. «Ақбілек» авт. Ж.Аймауытов
41. «Құлыншақ пен бөлтірік» авт. Ж.Омаров
42. «Зять-примак» авт. Т.Ахтанов
43. «Отыз ұлың болғанша….» авт. О.Иоселиани
44. «Ақан сері — Ақтоқты» авт. Г.Мусирепов
45. «Ауқатты әйел» авт. А.Амирали
46. «Мазар» авт. К.Ыскак
47. «О, девушки!» авт. С.Раев
48. «Қар көшкіні» авт. Т.Жюженоглу
49. «Люди и мыши» авт. Дж. Стейнбек
50. «Ар және ақша» авт. Т.Кажыбай
51. «Тіл табысқандар» авт. М.Баджиев
52. «Махамбет» авт. Иран-Гайып
53. «Бөлтірік бөрік астында» авт. К.Мухамеджанов
54. «Белое платье мамы» авт. Ш.Хусаинов и др.